# Distrito del Puerto Septentrional
El Distrito del Puerto Septentrional fue uno de los seis distritos estadísticos de la República de Malta. Este distrito, al igual que los otros cinco, no poseen ningún fin administrativo, solo se los utiliza para conseguir datos estadísticos.

## Geografía
Este distrito tiene una extensión de territorio que ocupa unos veinticuatro kilómetros cuadrados. A su vez, la población se ompone de unas 122.408 personas (estimaciones para el año 2008). Considerando los datos anteriormente mencionados, se obtiene que la densidad poblacional de este distrito estadístico es de cinco mil cien habitantes por kilómetro cuadrado.

## Consejos Locales
El distrito abarca en su territorio a los siguientes consejos locales:
- Birkirkara
- Qormi
- Gżira
- Ħamrun
- Msida
- Pembroke
- Pietà
- San Ġiljan
- San Ġwann
- Santa Venera
- Sliema
- Swieqi
- Ta' Xbiex.